# سفارة سويسرا في فرنسا
سفارة سويسرا في فرنسا هي أرفع تمثيل دبلوماسي لدولة سويسرا لدى فرنسا. تقع السفارة في باريس وهي تهدف لتعزيز المصالح السويسرية في فرنسا.

## وصلات خارجية
- الموقع الرسمي
- قائمة سفارات سويسرا
- قائمة السفارات في فرنسا